# Гран-при Марсельезы 2025
47-й выпуск Гран-при Марсельезы — шоссейной однодневной велогонки по дорогам в окрестностях Марселя, Франция. Гонка прошла 2 февраля 2025 года в рамках Европейского тура UCI 2025 и Кубка Франции. Победу одержал французский велогонщик Валентин Феррон.

## Участники
В гонке приняло участие 20 команд: 6 команд категории UCI WorldTeam, 9 команд категории UCI ProTeam и 5 континентальных команд.
| UCI WorldTeams (6)- Cofidis - Arkéa-B&B Hotels - Decathlon AG2R La Mondiale Team - Groupama-FDJ - Ineos Grenadiers - Alpecin-Deceuninck UCI ProTeams (9)- Team TotalEnergies - Burgos-Burpellet-BH - Euskaltel-Euskadi - Unibet Tietema Rockets - Wagner Bazin WB - Caja Rural-Seguros RGA - Israel-Premier Tech - Lotto - Equipo Kern Pharma UCI Continental Teams (5)- CIC U Nantes - Van Rysel-Roubaix - Nice Métropole Côte d'Azur - St. Michel-Preference Home-Auber 93 - Beltrami TSA-Tre Colli |
| |

## Маршрут
В честь открытия французского велосипедного сезона организаторы подготовили традиционную трассу, однако финал претерпел некоторые изменения. Финишная часть снова будет проходить в Люмини, как это было в 2007 и 2009 годах, но не на территории Велодрома, где гонка проводится регулярно с 2010 года. Это решение было принято из-за того, что событие будет проходить в один день с футбольным матчем между марсельским «Олимпиком» и «Лионом». В остальном маршрут останется прежним. Участники снова преодолеют Па-де-ла-Куэль, Коль-де-Л’Эспигулье и Рут-де-Крет, которые станут ключевыми точками на пути, прежде чем подняться на Коль-де-ла-Жинесте, расположенный ближе к финишу, чем обычно.

## Ход гонки
Гонка началась с отрыва, в котором участвовали Райан Булахоит (TotalEnergies), Батист Вейстроффер (Lotto), Мишель Ламбрехт (Wagner Bazin WB), Морне Ван Никерк (St Michel-Preference Home) и Кенни Молли (Van Rysel-Roubaix). Они оторвались от основной группы примерно на минуту, но по мере приближения к сложным горным участкам их преимущество таяло. Перевал Коль-де-л’Анж и подъем на Рут-де-Крет, последняя горная вершина дня, стали решающими в нейтрализации побега за 26 километров до финиша. Оттуда последовали новые попытки оторваться с группой из пяти выдающихся гонщиков: Поль Сейшас (Decathlon AG2R La Mondial), Кевин Воклен (Arkéa-B&B Hotels), Аксель Лоранс (Ineos Grenadiers), Джошуа Тарлинг (Ineos Grenadiers) и Тимо Килич (Alpecin-Deceuninck). Беглецы вырвались вперед почти на 40 секунд, но реакция основной группы, возглавляемой на последних километрах TotalEnergies и Cofidis, была молниеносной. Воклен предпринял последнюю попытку наступления, но был настигнут своими товарищами по команде в 3 километрах от финиша. Когда основная группа догнала беглецов в 500 метрах от финиша, решающий момент гонки был определен в очень напряженном спринте. Винсент Ван Хемелен (Flanders-Baloise) первым начал атаку и удерживал лидерство до последних метров. Однако Валентину Феррону удалось превзойти его в последнем рывке, одержав победу с небольшим преимуществом. Феррон выиграл в очень плотном спринте на подъеме, и ему понадобился фотофиниш, чтобы подтвердить свою победу над бельгийцем Винсентом Ван Хемеленом (Flanders-Baloise) и испанцем Франсиско Гальваном (Kern Pharma), которые заняли подиум. Испанец Франсиско Гальван стал лучшим испанским велогонщиком дня, за ним следуют Эдуард Прадс (Caja Rural-RGA) на четвертом месте и Гоцон Мартин (Euskaltel-Euskadi) на шестом.

## Результаты
| \| Генеральная классификация \| Генеральная классификация \| Генеральная классификация \| Генеральная классификация \| Генеральная классификация \| \| Гонщик \| Гонщик \| Команда \| Время \| \| \| ------------------------- \| ------------------------- \| -------------------------- \| ------------------------- \| ------------------------- \| \| 1-й \| Валентин Феррон \| Cofidis \| 3ч 57' 53 \| \| \| 2-й \| Vincent Van Hemelen \| Team Flanders-Baloise \| + 0 \| \| \| 3-й \| Франсиско Гальван \| Equipo Kern Pharma \| + 0 \| \| \| 4-й \| Эдуард Прадес \| Caja Rural-Seguros RGA \| + \| \| \| 5-й \| Поль Сейшас \| Decathlon-AG2R La Mondiale \| + \| \| \| 6-й \| Гоцон Мартин \| Euskaltel-Euskadi \| + \| \| \| 7-й \| Николя Продомм \| Decathlon-AG2R La Mondiale \| + \| \| \| 8-й \| Аксель Лоранс \| Ineos Grenadiers \| + \| \| \| 9-й \| Пау Микель \| Equipo Kern Pharma \| + \| \| \| 10-й \| Алекс Моленар \| Caja Rural-Seguros RGA \| + 0 \| \| |                     |                            |           |
| |                     |                            |           |
| |                     |                            |           |
| Генеральная классификация |                     |                            |           |
| Гонщик | Гонщик              | Команда                    | Время     |
| 1-й | Валентин Феррон     | Cofidis                    | 3ч 57' 53 |
| 2-й | Vincent Van Hemelen | Team Flanders-Baloise      | + 0       |
| 3-й | Франсиско Гальван   | Equipo Kern Pharma         | + 0       |
| 4-й | Эдуард Прадес       | Caja Rural-Seguros RGA     | +         |
| 5-й | Поль Сейшас         | Decathlon-AG2R La Mondiale | +         |
| 6-й | Гоцон Мартин        | Euskaltel-Euskadi          | +         |
| 7-й | Николя Продомм      | Decathlon-AG2R La Mondiale | +         |
| 8-й | Аксель Лоранс       | Ineos Grenadiers           | +         |
| 9-й | Пау Микель          | Equipo Kern Pharma         | +         |
| 10-й | Алекс Моленар       | Caja Rural-Seguros RGA     | + 0       |